# The Sleepy Jackson
The Sleepy Jackson é banda australiana de rock alternativo aclamada internacionalmente, formada em Perth em 1998. Seu nome foi inspirado no antigo baterista, que sofria de narcolepsia. São notados pela voz distinta do vocalista Luke Steele, que é filho do músico local de blues Rick Steele.

## História
O The Sleepy Jackson foi formado em 1998 com a formação original de Luke Steele (guitarra e vocal), Jesse Steele (bateria) e Matthew O’Connor (baixo). Gravaram o álbum de estréia e auto intitulado, seguido do single Miniskirt, ambas de sem gravadora envolvida. Em 2000 Luke sugeriu que seu irmão Jesse redirecionasse suas atenções da sua vida, o que acabou levando a sua saída da banda, sendo substituído por Paul Keenen. Além de várias apresentações em sua terra natal no final do mesmo ano, a banda realizou turnê nacional com o Jebediah. Em março de 2001, logo após o contrato com a EMI Records, a banda fez uniu-se à turnê Magic Dirt and Motor Ace , já com a presença do novo membro, o tecladista Ronan Charles. Após cinco semanas a banda estava exausta.
Após o contrato com a grande gravadora, logo veio pressões para a produção de um novo álbum. ainda em 2001 foi lançado o EP Caffeine In The Morning Sun, que Steele gravou em Sydney com um grupo de músicos convidados. Steele ainda recrutou o baterista Malcolm Clark para a banda. Os outro membros da banda também estavam tocando em outra banda local End Of Fashion.  
A banda inteira se realocou para Sydney, e então gravaram o EP Let Your Love Be Love. Seguiu-se um longo período de turnês pela Australia, Estados Unidos e Europa. A última deu a banda bastante atenção, ainda mais no Reino Unido. Paralelamente as apresentações, a banda começou a trabalhar no que se tornou seu álbum de estréia, Lovers. durante as apresentações no Reino Unido em 2003 Burford e Aravena deixaram a banda. Para adicionar a formação foi chamado o único membro do End of Fashion que ainda não era membro da banda, o baixista Jonathon Dudman. A posição de segundo guitarrista foi preenchida temporariamente por Ben Nightingale, saindo posteriormente para a entrada do irmão de Jonathon Dudman, Julian Dudman. Os irmãos acabaram saindo da banda posteriormente, tornando Luke Steele e Malcolm Clark os únicos integrantes oficiais do The Sleepy Jackson.
Lançaram o segundo álbum Personality - One Was a Spider, One Was a Bird na Austrália em 1 de julho de 2006. Por causa do grande suporte do álbum anterior, tanto da crítica quanto das rádios, a banda planeja lançar o álbum internacionalmente com uma série de apresentações em mercados específicos. Foi lançado nos Estados Unidos e Europa simultaneamente em 27 de julho.

## Integrantes

### Formação atual
- Luke Steele (guitarra e vocal)
- Malcolm Clark (bateria e teclado)
- Lee Jones (guitarra e teclado)
- Dave Symes (baixo)
- Felix Bloxsom (percussão, teclado e guitarra)

### Ex-integrantes
- Jonathan Dudman (J Cortez) (baixo)
- Julian Dudman (Jules Cortez) (guitarra)
- Jesse Steele (bateria)
- Matt O’Connor (baixo)
- Paul Keenan (bateria)
- Ronan Charles (teclado)
- Ben Nightingale (guitarra)
- Justin Burford (guitarra)
- Rodney Aravena (baixo)
- Dan Bull (teclado)

## Discografia

### Álbuns
- Lovers (2003)
- Personality - One Was A Spider, One Was A Bird (2006)

### Singles
- Miniskirt (2000)
- Vampire Racecourse (2003)
- Good Dancers (2003)
- Come To This (2004)
- God Lead Your Soul (2006)
- Devil Was in My Yard (2006)

### EPs
- The Sleepy Jackson (2000)
- Caffeine In The Morning Sun (2001)
- Let Your Love Be Love (2002)

## Gravadoras
- Capitol Records na Austrália
- Virgin Records no Reino Unido
- Astralwerks nos Estados Unidos